# Donnerbräu

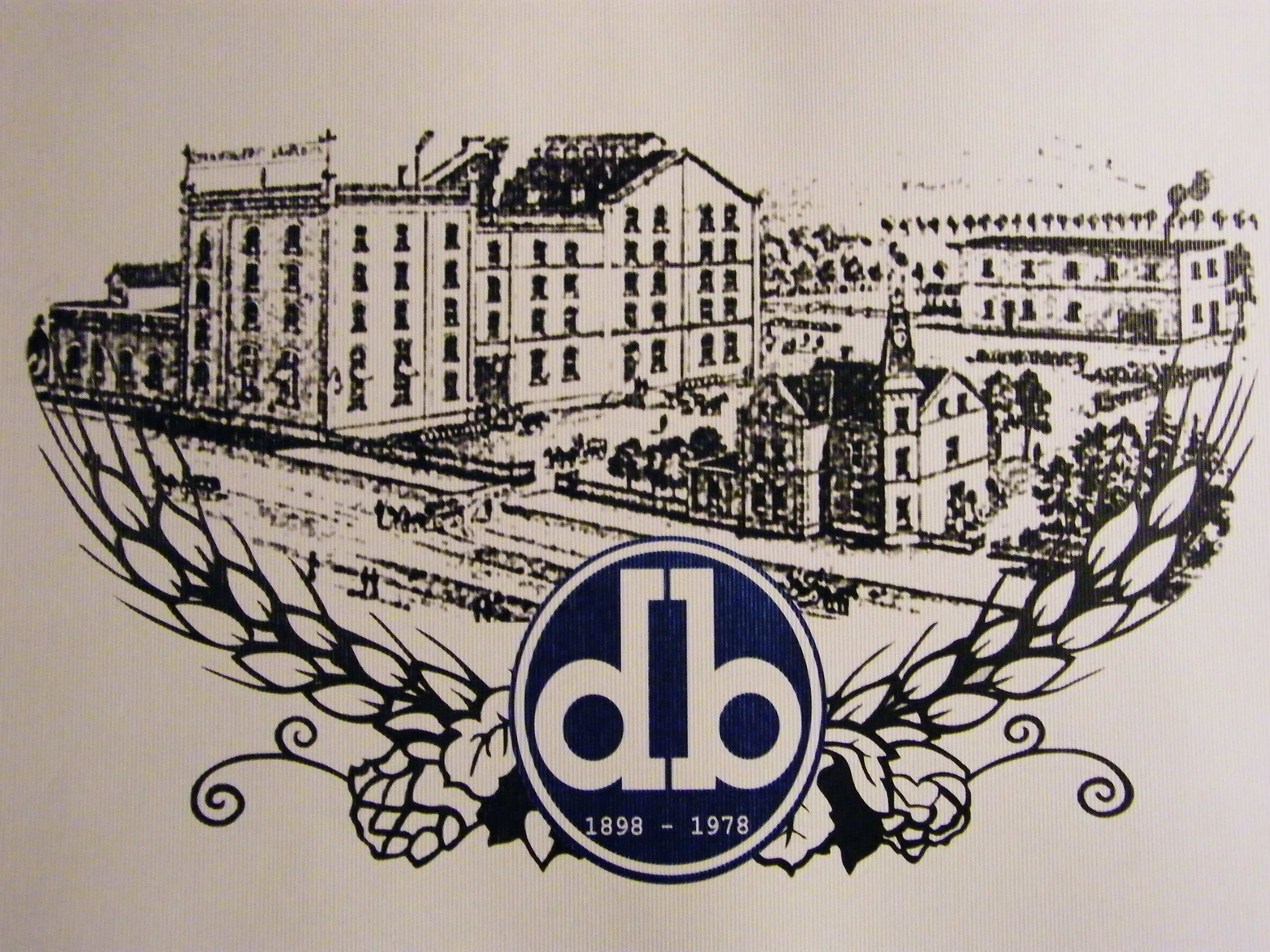
Aktienbrauerei Saarlouis um 1900

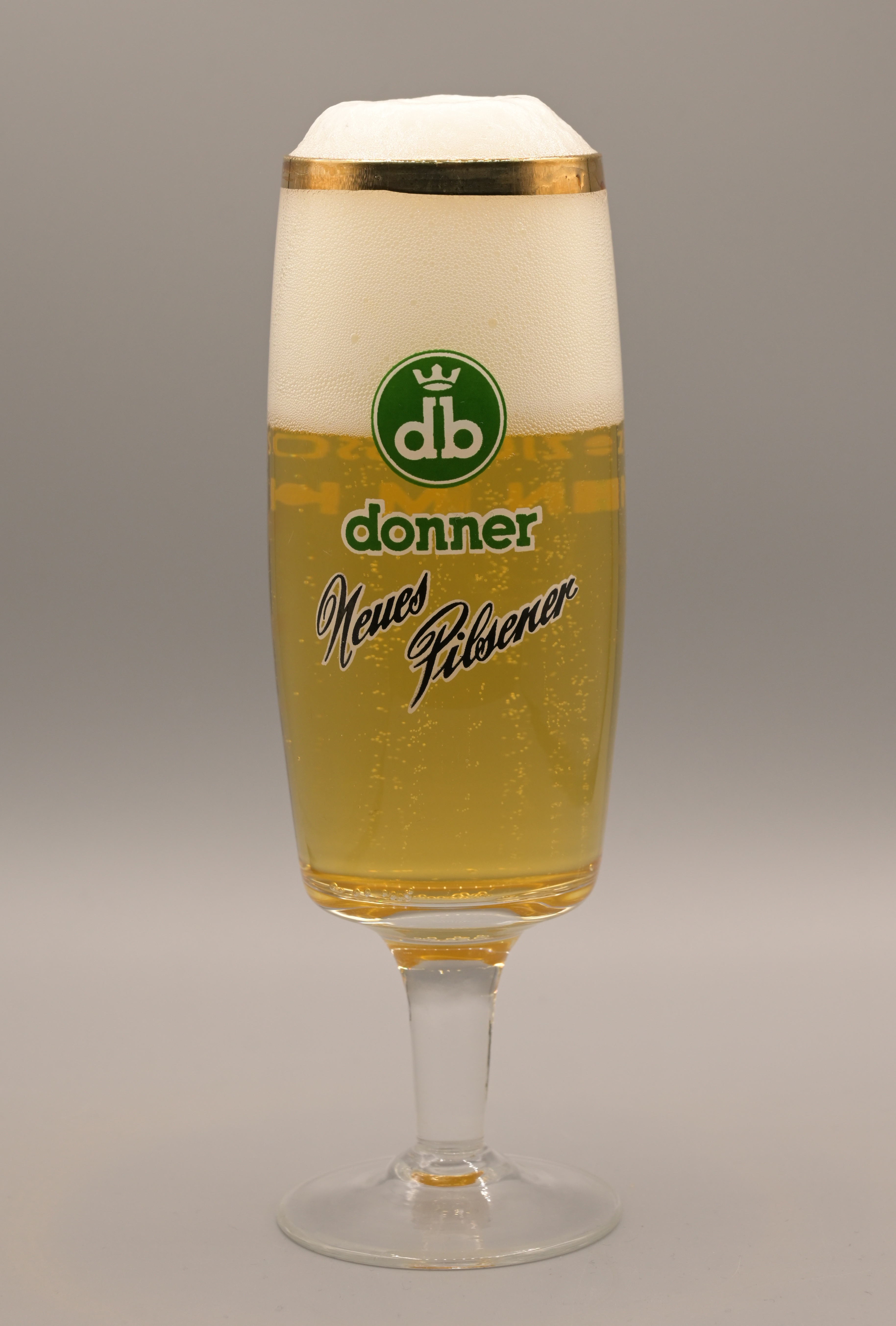
Bierglas der Brauerei

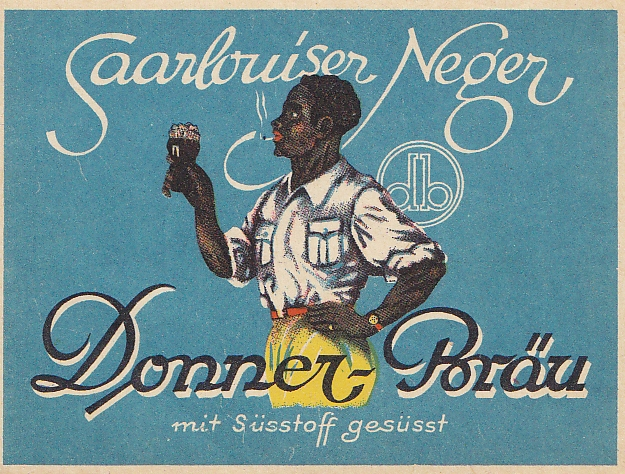
Saarlouiser Neger 1961/Etikett

Die Donnerbräu AG Saarlouis, umgangssprachlich auch als Donnerbrauerei bezeichnet, war von 1898 bis 1978 eine Bierbrauerei in Saarlouis. Sie braute dort in der Innenstadt unterschiedliche Biersorten, in Sammlerforen oft auf das Schlagwort Donnerbier reduziert, deren Export Saarlouis weit über die nationalen Grenzen hinaus bekannt machte.
Zudem war die Donner-Brauerei die einzige Brauerei im Saarlouiser Raum, die auch nach 1908 ihren Betrieb aufrechterhalten konnte. 2009 wird ein neu entstehender Park nach der Brauerei oder nach der Flurbezeichnung als „DonnerPark“ bezeichnet. Wobei der Terminus Donner sich in beiden Fällen von der Donnerquelle in Wallerfangen ableitet, von der die Brauerei ihr Wasser seit der ersten erfolgten Übernahme her bezog. Infolge der Umbenennungen der Stadt Saarlouis hieß der Firmenstandort Saarlouis 1 (1907–1936), Saarlautern 1 (1936–1945) bzw. Saarlouis (1946 bis heute), was sich im jeweiligen Firmennamen niederschlug.

## Firmenhistorie
Direktoren waren in der Gründungsphase Oskar Tobias, mit Übernahme durch die Werger-Brauerei Wilhelm Siegfried, seit 1938 Dr. Otto Schmidt und nach dessen Tod 1944 seine Ehefrau Else Schmidt-Klett (geborene Klett). Dr. Otto Schmidt und Else Schmidt-Klett waren zudem Besitzer der Schloss-Brauerei in Neunkirchen.
- 1898 Gründung als Actienbrauerei Saarlouis, Kürzel ABS, wobei der Name dem allgemeinen Wandel von Actien zu Aktien in Aktien-Brauerei Saarlouis angepasst wurde. Aus dieser wurde die Donnerbräu AG Saarlouis (1929).

Die Jahre 1918 bis 1936, also dem ersten Saarstatut sind gekennzeichnet durch die Übernahme der Donnerbräu durch die Wormser Werger Brauerei und den Wegfall der rechtsseitigen Absatzgebiete. Durch die Besetzung des Saargebietes durch Frankreich wurden die hier vorhandenen Absatzmärkte ausgebaut und die Biere der Brauerei gelangte so auch in die französischen Kolonien.
- 1936 Umbenennung zu Donnerbräu-AG Saarlautern
- 1945 Rückbenennung zu Donnerbräu AG Saarlouis nach dem Zweiten Weltkrieg

1954 erfolgte die Umfirmierung zur Donnerbräu GmbH Saarlouis, deren Leitung zuerst durch Peter Becker, danach durch Niko Becker, als Geschäftsführer wahrgenommen wurde. Die Brüder gehörten laut der Festzeitschrift „75 Jahre Becker“ der Brauerei Gebrüder Becker zur dritten Generation des St. Ingberter Familienbetriebes. Die Donnerbrauerei wurde von der Becker Brauerei nur genau die mit Frau Else Schmidt-Klett ausgehandelte Sperrzeit von 25 Jahren offen gehalten. 1978/79 erfolgte die Produktionsverlagerung nach St. Ingbert. Die dort befindliche Brauerei Becker (1877 bis 1998) musste 20 Jahre später ebenfalls die Produktion einstellen und wurde von der Karlsberg Brauerei aus Homburg übernommen.
In Saarlouis wurden durch den Abriss des Schornsteins 1986, den Abriss der Produktionsstätten 1992 und schließlich 2009 durch den Abriss des Sudhofes und der letzten Lagerreste im Bereich Wallerfangerstraße – Neue-Brauerei-Straße die letzten Reste der Brauerei bis auf die so genannte Grüne Villa, also die ehemalige Brauereiverwaltung, entfernt. Das Sudhaus stand bis 2009, da ansonsten, gem. Bebauungsplan der Stadt Saarlouis, die nahen mehrstöckigen Wohnhäuser nicht hätten errichtet werden können.
Auf dem ehemaligen Brauereigelände entsteht seit 2009 der DonnerPark, eine Wohnanlage.

## Übernahmen
Die 80-jährige Geschichte der Brauerei ist neben den historischen Ereignissen geprägt durch zwei Übernahmen. 1898 als Saarlouiser Unternehmen gegründet erfolgte die erste Übernahme 1922 durch Wormser Werger-Brauerei, die nach einer Möglichkeit suchte, die ehemaligen linksrheinischen Absatzmärkte wieder zu erschließen. Die zweite Übernahme erfolgte 1954 durch die St. Ingberter Becker-Brauerei6, die damit eine lokale Konkurrenz beseitigte.
Bei genauer Betrachtung ist die Zeit der Leitung der Donnerbräu ab 1938 durch Otto Schmidt und später durch seine Frau Else Schmidt-Klett ebenfalls als Übernahme anzusehen, da beide Besitzer der Schlossbrauerei Neunkirchen gewesen sind. Zudem war Otto Schmidt bis 1936 als Anwalt in Wien tätig und erlangte die Brauereileitung erst nach dem Wiederanschluss des Saarlandes an das Deutsche Reich.

## Biersorten
Die Aktienbrauerei Saarlouis, auch Donnerbräu, stellte wie die meisten Brauereien im Laufe ihrer Unternehmensgeschichte verschiedene Biere her. Zu den bekanntesten Marken zählten das ABS Bockbier (auch: donner Bock), das donner Export, das donner Neues Pilsener (auch als donnerquell Pilsner bezeichnet) sowie das donner Spezial, das man auch als Saarlouiser Neger bezeichnete und der donner Doppelbock Export. Erwähnenswert ist bei den Marken auch das Saartalbräu, das in der Actienbrauerei Saarlouis von 1900 bis 1923 gebraut wurde. Die grünen Flaschen trugen den Schriftzug „A/c|k/tienbrauerei X Saarlouis“, die weißen Porzellanverschlüsse den roten Schriftzug „Saartalbräu“.
Während des Ersten und Zweiten Weltkrieges stellte die Donnerbrauerei auch Dünnbier her, was natürlich keine selbstständige Marke ist, sowie nach 1954 verschiedene nicht-alkoholische Malzgetränke.
Nach der Übernahme der Donnerbrauerei durch die Bierbrauerei Becker St. Ingbert stellte man seit Ende der 60er Jahre Vitamalz in der Saarlouiser Becker-Außenstelle her. Lizenznehmer war aber die St. Ingberter Becker Brauerei.
Die Verwendung des Begriffes Neger im Markennamen ist dabei ungewöhnlich und vermutlich an den Walsheimer Neger angelehnt. Denn im süddeutschen Dialekt bezeichnet man damit ein Colabier. Da Walsheim im ehemals bayrischen Teil des Saarlandes liegt, ist die Begriffsbildung nachvollziehbar. Saarlouis, der Standort der Donnerbräu, liegt aber im ehemals preußischen Teil des Saargebietes, und dort mutet die Verwendung ungewöhnlich an, da der dortige Dialekt ein Colabier als Gespritzes bezeichnet. Ausgewiesen wurde der Saarlouiser Neger als Bier mit Süßstoff gesüßt.
Bei dem Lunchbier, dass in der db in den 60er Jahren hergestellt worden war, handelte es sich um ein leicht angegärtes Bier, das durch Filtration und Pasteurisation am Weitergären gehindert wurde und rund 0,5 % Alkohol aufwies. Da es kein wirtschaftlicher Erfolg gewesen ist, wurden die noch vorhandenen Flaschen- und Faßinhalte laut Zeitzeugen dem normalen Bier bei der Filtration beigemengt, um den Verlust in Grenzen zu halten.

## Ausstoßzahlen
Zur objektiven Betrachtung der Potenz einer Brauerei kann man die Ausstoßzahlen heranziehen. Die Aktienbrauerei Saarlouis stieß um 1911 rund 18.000 Hektoliter (hl) aus und steigerte diesen bis 1914 auf 27.000 hl. Die kontinuierliche Erhöhung, um 1920 auf 40.000 hl, 1956/57 auf 72.270 hl, sollte aber nicht darüber hinwegtäuschen, dass andere Brauereien, wie die Becker Brauerei, die Walsheimer Brauerei oder Karlsberg Brauerei, in derselben Zeit weit über 100.000 hl per annum ausstießen. Die stetig wachsenden Hektoliterzahlen resultierten daraus, dass die Aktienbrauerei durch ihre späte Gründung noch viel nachzuholen hatte.
Selbst im Vergleich der Ausstoßzahlen mit der direkten Konkurrenz, der Aktienbrauerei Merzig, kann man einerseits den Aufholbedarf der Donnerbräu/ABS ablesen und gleichzeitig für das Saargebiet wichtige Abschnitte festmachen.
Im Jahr des Niedergangs der Börse, also dem Geschäftsjahr 1929 bis 1930, stieß die Donnerbräu 47.654 hl aus, die ABM 85.849 hl. Die Ausstoßzahlen fielen bis zum ersten Saarstatut bei beiden Brauereien auf 32.964 respektive 45.147 hl. Von da an erholten sich die Ausstoßzahlen der beiden Brauereien wieder, wobei sie fast identisch ausfielen, was aber für die Aktienbrauerei Merzig bedeutete, dass sie rund 40.000 hl weniger produzierte als 1929. Dieser Fakt wird von mehreren Heimatforschern den Repressalien denen die – durch jüdische Geschäftsleute gegründete – Aktienbrauerei Merzig ausgesetzt war zugeschrieben.
Die Evakuierung des Saargebietes kann man gleichfalls an den Ausstoßzahlen ablesen: im Geschäftsjahr 1944 bis 1945 stieß die Donnerbräu 15.650 hl, die Aktienbrauerei Merzig 8.785 hl aus. Nach dem Zweiten Weltkrieg erholten sich die Brauerei nur schleppend, wobei die Aktienbrauerei Merzig den stärkeren Ausstoß erzielte, ohne dabei aber auch nur in die Reichweite von z. B. der Becker Brauerei oder der Karlsberg Brauerei zu gelangen. 1954, also im Jahr der Übernahme (Geschäftsjahr 1953 bis 1954) und Umfirmierung der Donnerbräu AG Saarlouis zur Donnerbräu GmbH, erzielte sie mit 41.926 hl einen Ausstoß, der den Werten der Jahre 1924–1930 bzw. 1940–44 entsprach.
Im Übergang des Geschäftsjahres 1937/38 zu 1938/39 gab es einen signifikanten Aufschwung der Donnerbräu von 38.150 auf 48.227 hl. Diese Steigerung schreibt der Heimatforscher Dr. Neumann der Übernahme der Leitung der Donnerbräu durch Dr. jur. Otto Schmidt zu, der zudem Inhaber der Schloss-Brauerei Neunkirchen gewesen ist. Schmidt war aufgrund seiner militärischen Laufbahn im Ersten Weltkrieg als linientreu eingestuft. Daher war er nicht den Erschwernissen von Seiten der Nationalsozialisten ausgesetzt, unter denen die Eichbaum-Werger-Brauerei als vorheriger Besitzer der Donnerbräu gelitten hatte, die die Walsheim-Brauerei schlussendlich zur Schließung zwang und der jüdischen Aktienbrauerei Merzig den normalen Absatz sowie die normale Produktion erschwerte. Gerade diese antijüdischen Maßnahmen sorgten erst für einen wirklich Aufschwung bei der Donnerbrauerei, da die ältesten Konkurrenten dadurch teils schwer belastet worden sind.

## Ära Schmidt-Klett und Auswirkungen
Die Eheleute Dr. Schmidt-Klett vermachten testamentarisch den Städten Neunkirchen und Saarlouis ihren Privatbesitz, der durch diverse Auktionen nach dem Tode von Frau Schmidt-Klett in Stuttgart am 23. September 1965 auf rund 3,2 Millionen DM ermittelt wurde. Auflage war, das Geld langfristig und primär zur Verwendung für Kriegsopfer und -veteranen anzulegen. In Neunkirchen entstand dadurch die Schmidt-Klett-Stiftung. In Saarlouis, das als sogenannte Zitadelle Saarlautern vom Zweiten Weltkrieg wesentlich stärker betroffen worden war, wurden die finanziellen Mittel zur Finanzierung des dringend benötigten Altenheims verwendet, was man der im Vorhof angebrachten Gedenktafel entnehmen kann.
Die Affinität der Eheleute Schmidt-Klett zu den beiden Städten bestand durch den Besitz der Schloss-Brauerei in Neunkirchen und der Donnerbräu in Saarlouis.

## Galerie

db Schilder und Fotos
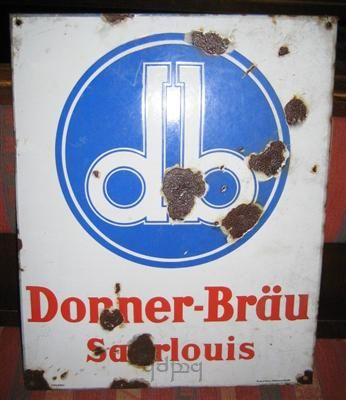
Schild db
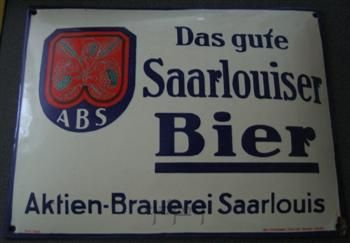
Schild db
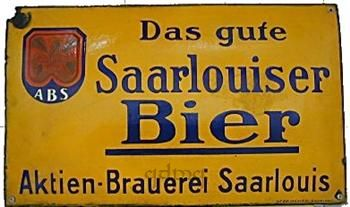
Schild db
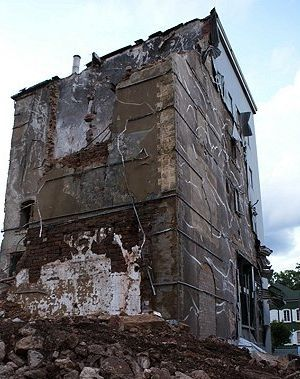
db von Außen (Abrißtag)
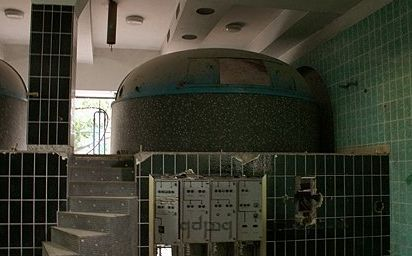
db von Innen
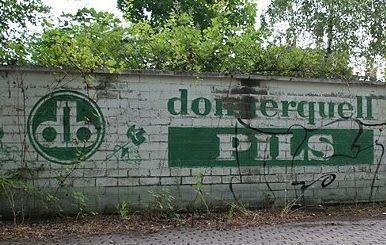
db von Außen
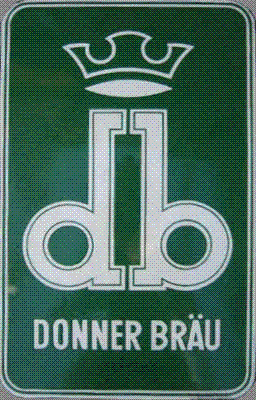
Firmenschild
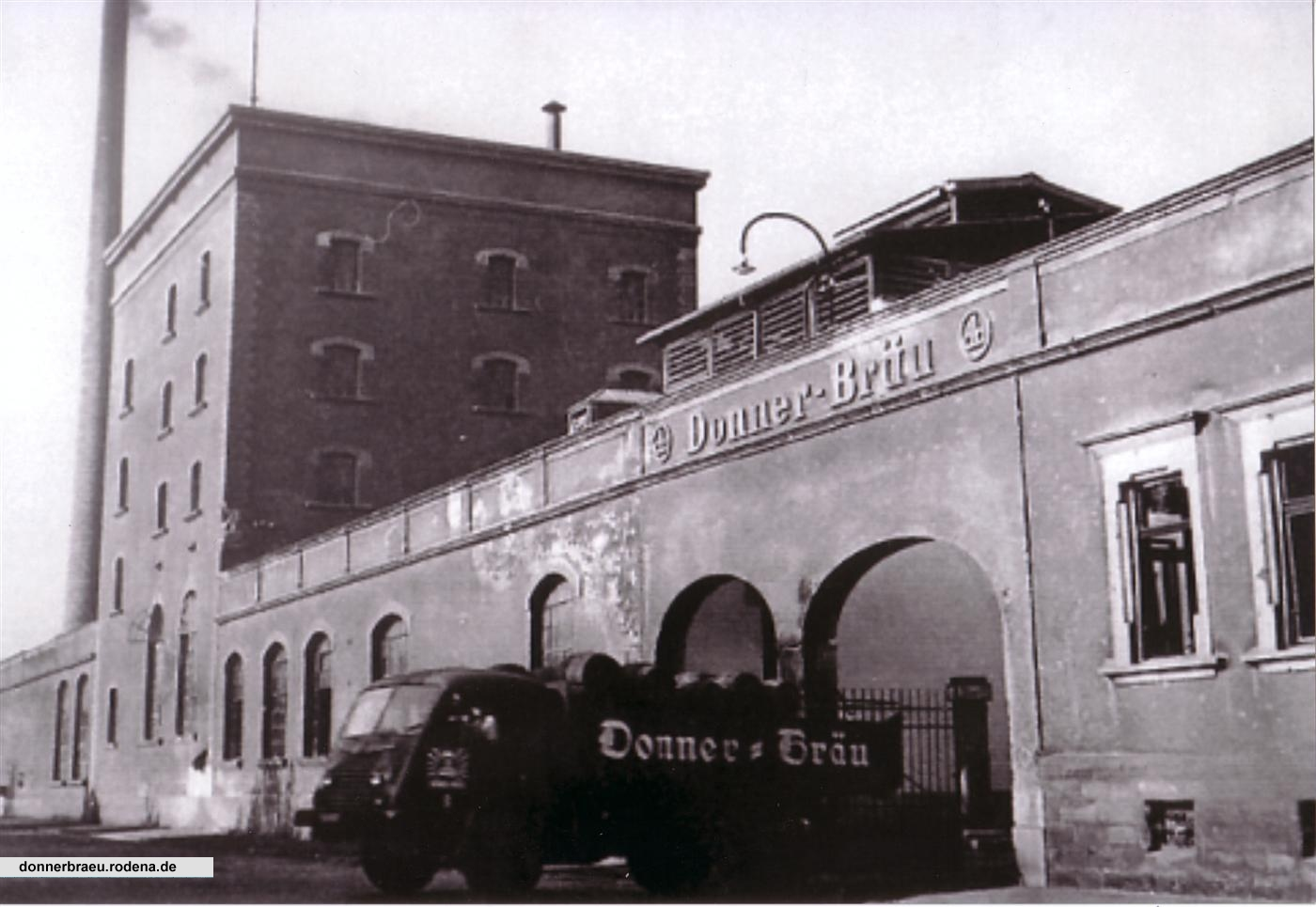
Donnerbrauerei um 1930